# Converge
Converge és una banda estatunidenca de hardcore punk formada pel vocalista Jacob Bannon i el guitarrista Kurt Ballou a Salem l'hivern de 1990. El 2001, durant la gravació del seu destacat quart àlbum, Jane Doe, el grup es va convertir en un quartet amb la sortida del guitarrista Aaron Dalbec per a dedicar-se a Bane, i la incorporació del baixista Nate Newton i el bateria Ben Koller. Aquesta formació es manté des de llavors. Han publicat nou àlbums d'estudi, tres àlbums en directe i nombrosos EP. El so de la banda beu tant del hardcore punk com de l'extreme metal, i és considerada pionera del metalcore, així com del subgènere mathcore.
Converge han gaudit d'un nivell de reconeixement relativament alt. Segons AllMusic, és «una de les bandes més originals i innovadores que van sorgir de l'escena punk underground». La seva popularitat va augmentar amb el llançament de Jane Doe, que va ser classificat com el millor àlbum de la dècada per a Sputnikmusic, el millor àlbum de 2001 per a la revista anglesa Terrorizer, i com el 61è millor àlbum de heavy metal de tots els temps per a Rolling Stone. Posteriorment, Converge va passar de la discogràfica Equal Vision Records a Epitaph Records i les seves gravacions van esdevenir més elaborades i costoses de produir. Els llançaments especials han estat gestionats tradicionalment per Deathwish Inc., fundada per Bannon el 1999. El novè àlbum d'estudi de la banda, The Dusk in Us, va ser publicat el novembre de 2017 conjuntament per Deathwish Inc. i Epitaph Records.

## Membres
| Actuals - Jacob Bannon – veu (1990–present) - Kurt Ballou – guitarra (1990–present) - Nate Newton – baix (1998–present) - Ben Koller – bateria (1999–present) Gira - Urian Hackney - bateria (2019) | Antics - Jeff Feinburg – baix, guitarra (1991–1997) - Damon Bellorado – bateria (1991–1999) - Aaron Dalbec – guitarra (1994–2001) - Stephen Brodsky – baix (1997–1998) - John DiGiorgio – bateria (1999) Estudi - Erik Ralston – baix (1993) |

## Discografia

### Àlbums d'estudi
- Halo in a Haystack (1994)
- Petitioning the Empty Sky (1996)
- When Forever Comes Crashing (1998)
- Jane Doe (2001)
- You Fail Me (2004)
- No Heroes (2006)
- Axe to Fall (2009)
- All We Love We Leave Behind (2012)
- The Dusk in Us (2017)[8]

### EP
- Y2K EP (1999)
- Beautiful Ruin (2018)
- The Poacher Diaries Redux (2022)